# Julieta Bukuwala
Julieta Bukuwala, grec. Ιουλιέττα Μπουκουβάλα  (ur. 28 sierpnia 1983) – grecka judoczka, brązowa medalistka mistrzostw świata, wicemistrzyni Europy.
Startuje w kategorii wagowej do 57 kg. Zdobywczyni brązowego medalu mistrzostw świata w Tokio oraz srebrnego medalu mistrzostw Europy w Czelabińsku (2012).
Startowała w igrzyskach olimpijskich w 2004 roku w Atenach.
Jest pięciokrotną mistrzynią Grecji (2004-2010).